# Lone Star College System

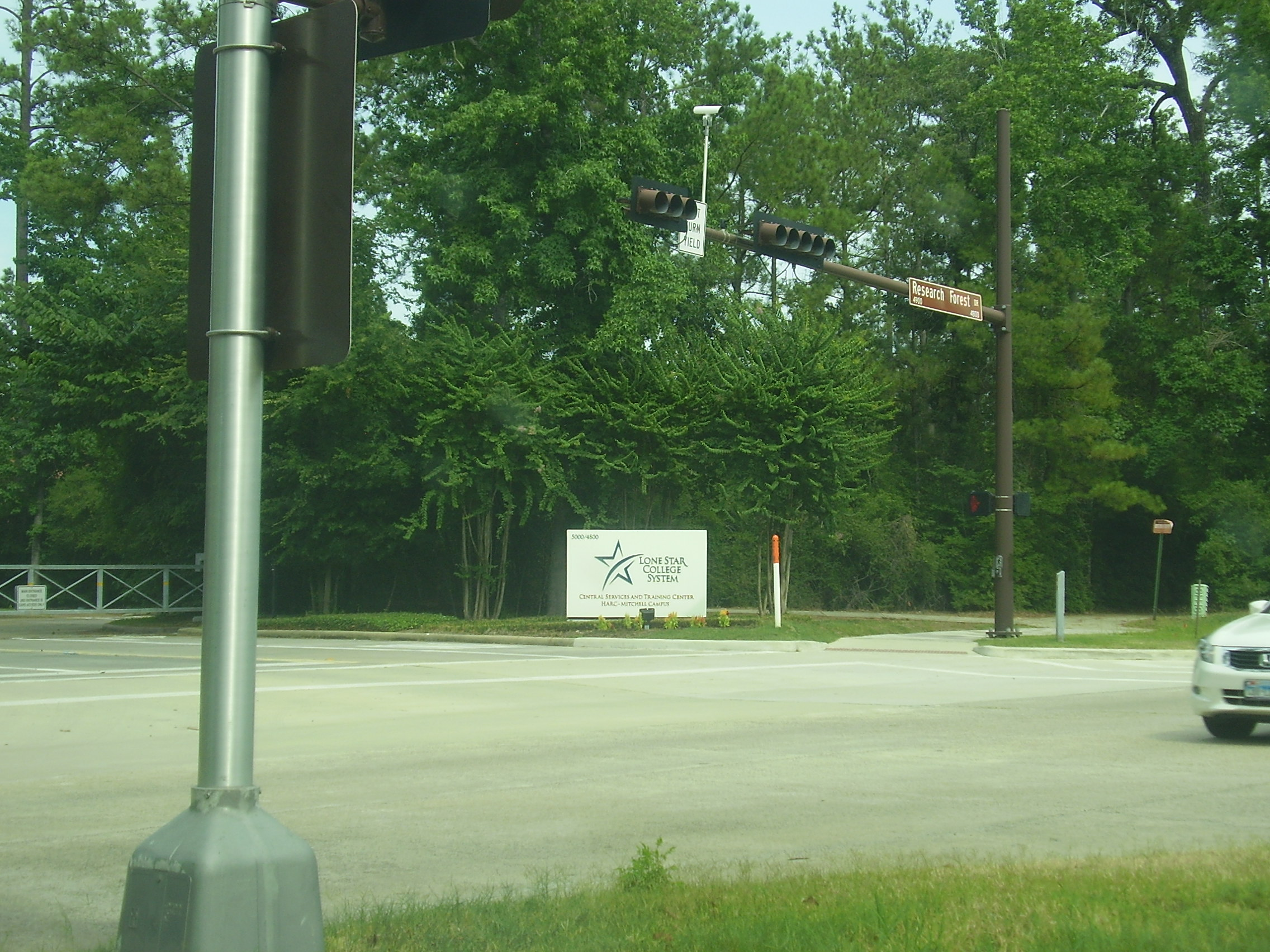
Sede de Lone Star College

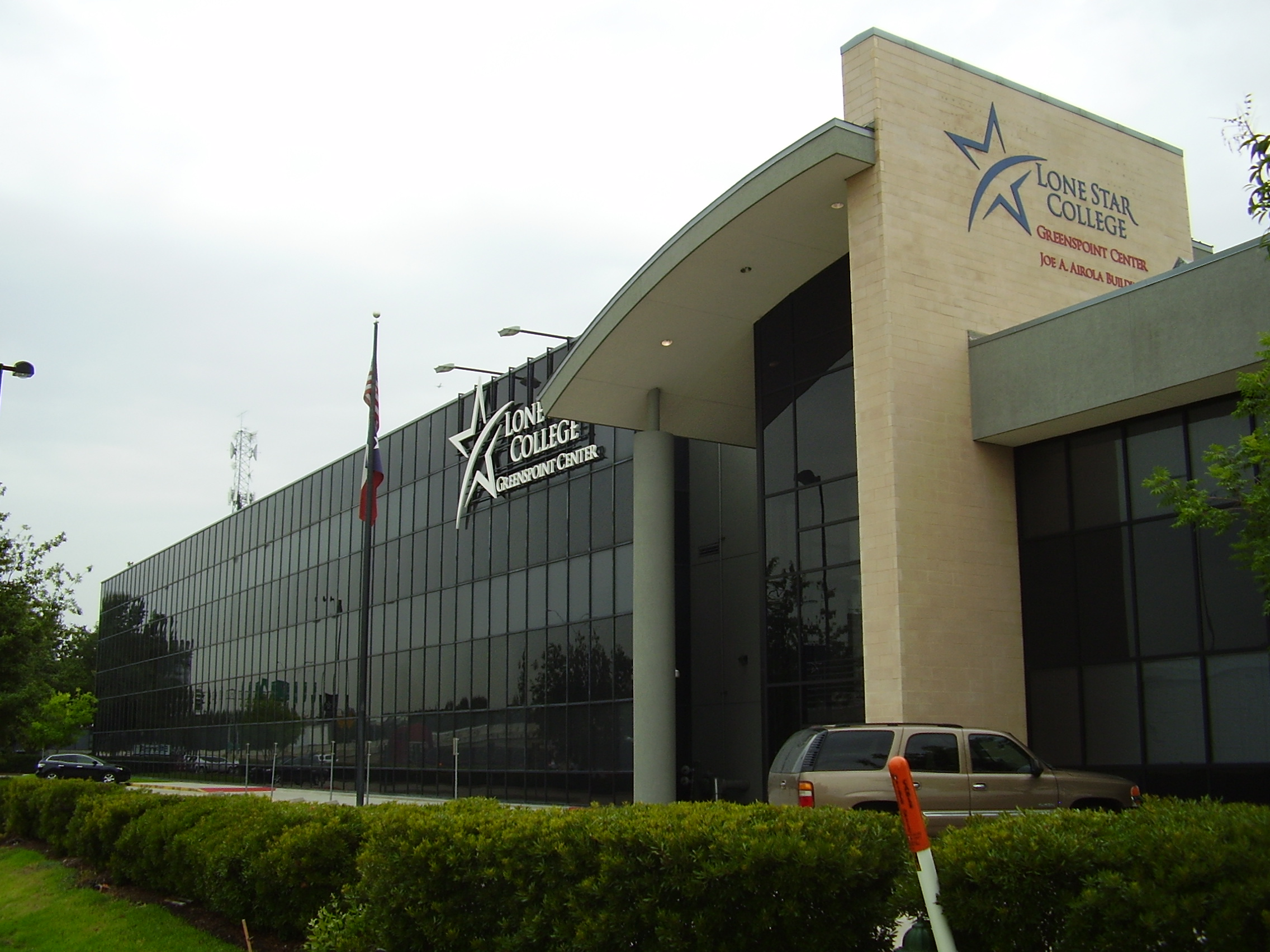
El Lone Star College-North Harris Greenspoint Center, la antigua sede del distrito

El Lone Star College System (LSC, anteriormente el North Harris Montgomery Community College District) gestiona instalaciones en el Condado de Harris y Condado de Montgomery, Texas. Tiene su sede en The Woodlands. Gestiona colegios comunitarios en Houston, Condado de Harris, y Condado de Montgomery.

## Lista de escuelas
- LSC-CyFair
- LSC-Kingwood
- LSC-Montgomery
- LSC-North Harris
- LSC-Tomball